# Tetrameryx
Tetrameryx és un gènere extint de mamífers artiodàctils de la família dels antilocàprids que visqueren a Nord-amèrica durant el Plistocè, fa entre 11.400 anys i 2,6 milions d'anys. Se n'han trobat restes fòssils al Canadà, els Estats Units i Mèxic. Tenien quatre banyes, cadascuna de les quals estava dotada d'una pua anterior més curta i una pua posterior més llarga. Els nuclis de les banyes eren asimètrics. Les espècies d'aquest grup tenien les dents molars superiors més grosses que les dels seus parents del gènere Antilocapra. El nom genèric Tetrameryx significa ‘remugant de quatre [banyes]’.